# リリアン・ギッシュ
リリアン・ギッシュ（英: Lillian Gish、1893年10月14日 - 1993年2月27日）は、アメリカ合衆国の女優、映画監督である。サイレント映画時代を代表する映画スターであり、映画女優としてのキャリアは75年間に及ぶ。D・W・グリフィス監督作品で清純可憐な役柄を演じたことで知られ、「アメリカ映画のファーストレディ（The first Lady of American cinema）」と呼ばれた。

## 生涯

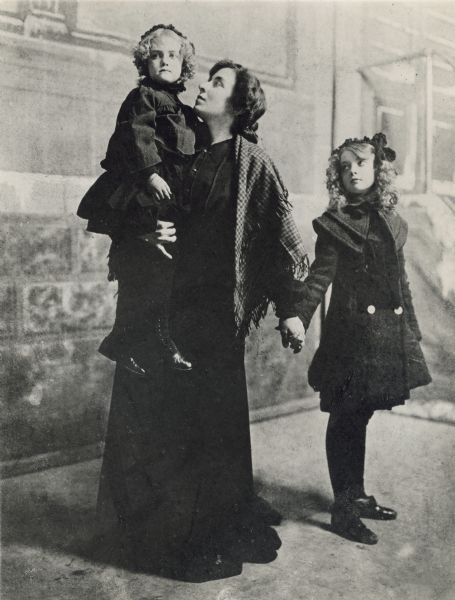
ドロシーとリリアン、主演女優ヘレン・レイと。『Her First False Step』 (1903年)

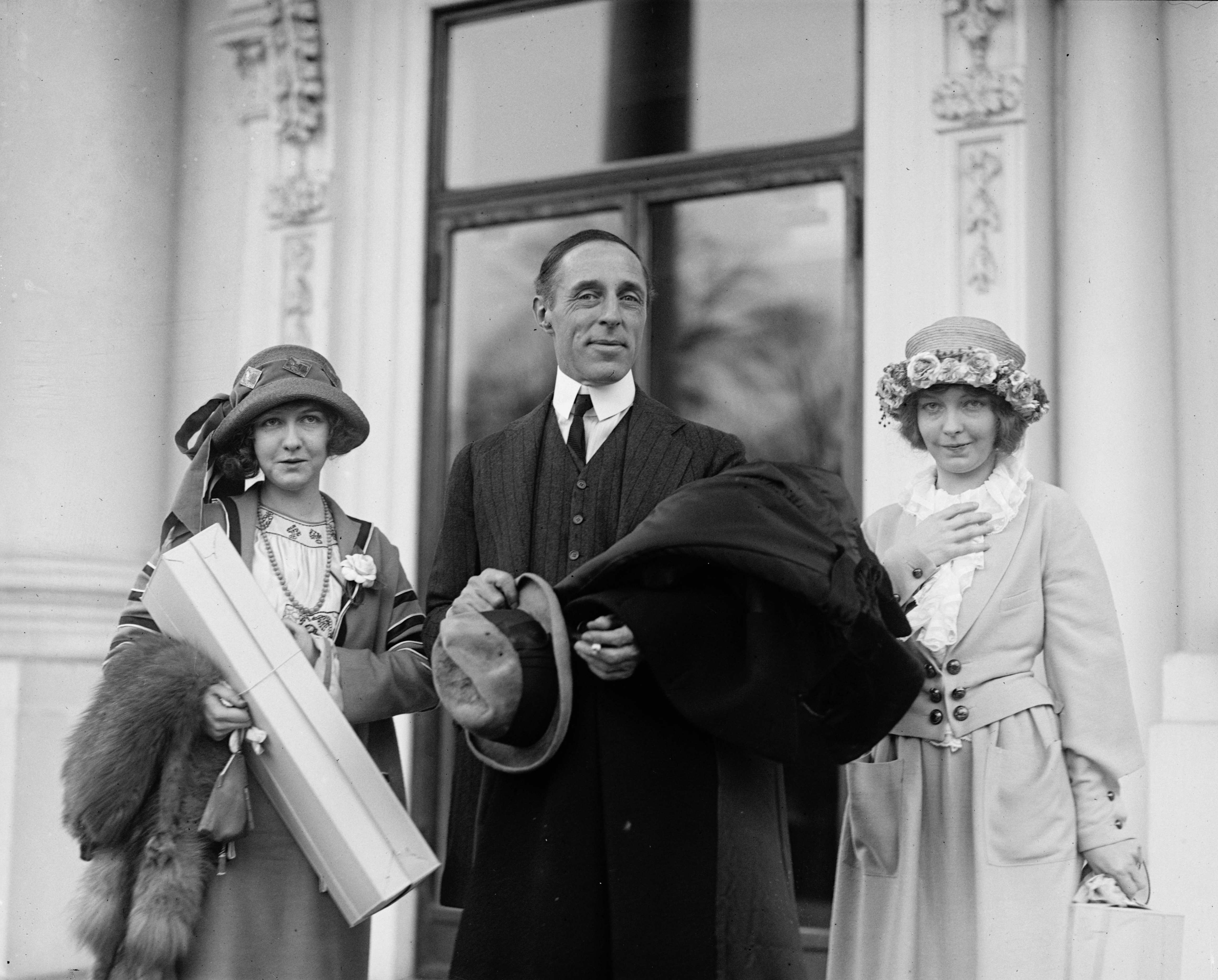
リリアンと妹のドロシー（D・W・グリフィスと）

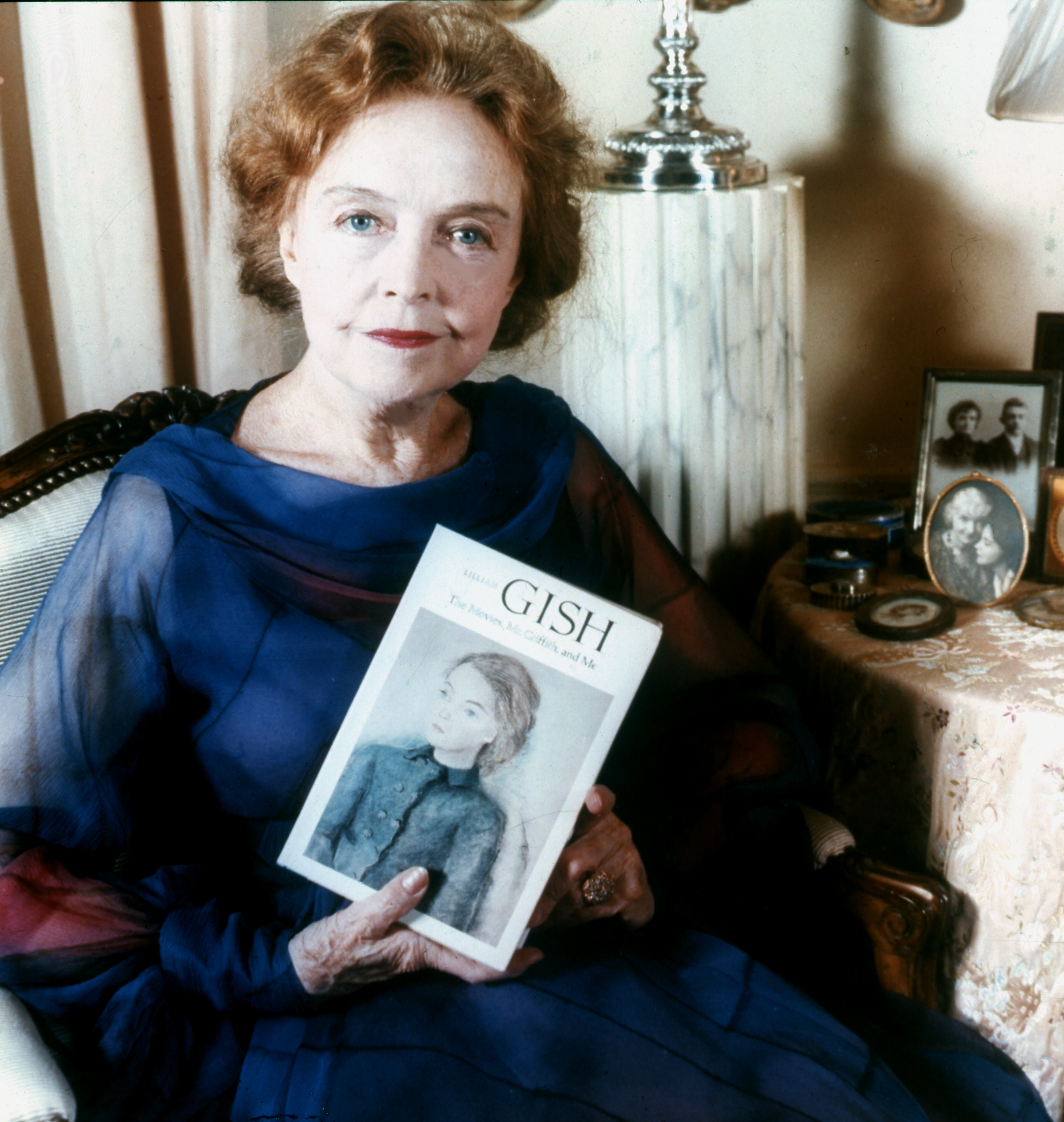
1973年

リリアンの母方の先祖は第12代米国大統領ザカリー・テーラー（イングランド系アメリカ人）。父方の先祖はフランス系出自との説もあったが、近年の伝記では、ドイツのライン川付近のザール地方のヴォルファースヴァイラーにいたフランス系の家系で、当地からアメリカに移民してきたことが指摘されている（ドイツ系アメリカ人およびフランス系アメリカ人）。
母親が女優だった縁で、5歳から舞台に立っていた。妹のドロシーも女優。友人だったメアリー・ピックフォードを訪ねてバイオグラフ社を訪れた際、彼女にD・W・グリフィスを紹介され、母と妹と共に映画に出ることになった。その後もグリフィスとコンビを組み、サイレント映画を代表する大作『國民の創生』や超大作『イントレランス』に出演した。D・W・グリフィスに対して、リリアンは一生敬愛の念を持っていた。
1919年の『散り行く花』では、幸薄い少女ルーシーを演じる。この作品により映画は第八芸術として世に認められたと言われる。
1920年には、妹のドロシー・ギッシュが主演の『亭主改造』を監督するも、監督作品はこの一作のみである。なお、ドロシーとは私生活でも大変仲が良く、他の女優ではヘレン・ヘイズなどとも親交が深かった。
1921年の大作『嵐の孤児』を最後にグリフィスの元を離れた後、初期メトロ・ゴールドウィン・メイヤーのスターとして、ヴィクトル・シェストレム監督作品の『真紅の文字』（1926年）や『風』（1928年）に出演。サイレント期を代表する女優として活躍する。
1930年代以降は舞台出演が主になっているが、時折映画にも出演。1987年公開の『八月の鯨』（リンゼイ・アンダーソン監督）では、90歳を超えているとは思えない若々しい容姿で瑞々しい演技を披露した。
1970年には生涯の業績を評価されてアカデミー名誉賞を受賞。また、1984年にはアメリカン・フィルム・インスティチュートから生涯功労賞を受賞している。1999年には、同じくアメリカン・フィルム・インスティチュートが選出した「最も偉大な女優50選」で第17位に選出された。
1993年2月27日に老衰による心不全の為、アメリカニューヨーク州マンハッタンのアパートで死去（99歳没）。生涯独身であった。

## 主な出演作品

### 映画
| 公開年 | 邦題 原題                                                       | 役名                                              | 備考                     |
| ------ | --------------------------------------------------------------- | ------------------------------------------------- | ------------------------ |
| 1912   | 牧場の春 In the Aisles of the Wild                              | 若い娘                                            |                          |
| 1913   | 母の心 The Mothering Heart                                      | 若い妻                                            |                          |
| 1914   | アッシリアの遠征 Judith of Bethulia                             | 若い母親                                          |                          |
| 1915   | 國民の創生 The Birth of a Nation                                | エルシー                                          |                          |
| 1915   | 清き心 Enoch Arden                                              | アニー・リー                                      |                          |
| 1916   | ダフネと海賊 Daphne and the Pirate                              | ダフネ・ラ・トゥール                              |                          |
| 1916   | 暴風の後 Sold for Marriage                                      | マルファ                                          |                          |
| 1916   | イントレランス Intolerance: Love's Struggle Throughout the Ages | 揺り籠を揺らす女                                  |                          |
| 1918   | 世界の心 Hearts of the World                                    | マリー・スティーブンソン                          |                          |
| 1918   | 偉大なる愛 The Great Love                                       | スージー・ブロードプレインズ                      |                          |
| 1918   | 人類の春 The Greatest Thing in Life                             | ジャネット・ペレ                                  |                          |
| 1919   | 幸福の谷 A Romance of Happy Valley                              | ジユニー・ティンバーレイク                        |                          |
| 1919   | 散り行く花 Broken Blossoms or The Yellow Man and the Girl       | ルーシイ                                          |                          |
| 1919   | スージーの真心 True Heart Susie                                 | スージー                                          |                          |
| 1919   | 大疑問 The Greatest Question                                    | ネリー・ジャービス                                |                          |
| 1920   | 亭主改造 Remodeling Her Husband                                 |                                                   | 監督のみ                 |
| 1920   | 東への道 Way Down East                                          | アンナ・ムーア                                    |                          |
| 1921   | 嵐の孤兒 Orphans of the Storm                                   | アンリエッタ                                      |                          |
| 1923   | ホワイト・シスター The White Sister                             | アンヂエラ                                        |                          |
| 1924   | ロモラ Romola                                                   | ロモラ                                            |                          |
| 1925   | ベン・ハー Ben Hur                                              | 戦車競走シーンの観衆エキストラ （ノンクレジット） |                          |
| 1926   | ラ・ボエーム La bohème                                          | ミミ                                              |                          |
| 1926   | 真紅の文字 The Scarlet Letter                                   | ヘスター                                          |                          |
| 1928   | 風 The Wind                                                     | レティ                                            |                          |
| 1930   | 白鳥 One Romantic Night                                         | アレクサンドラ王女                                |                          |
| 1933   | 彼の二重生活 His Double Life                                    | アリス・チャリース                                |                          |
| 1942   | 暁の勝利 Commandos Strike at Dawn                               | ミセス・ベルゲセン                                |                          |
| 1946   | 初恋時代 Miss Susie Slagle's                                    | スージー・スレイグル                              |                          |
| 1946   | 白昼の決闘 Duel in the Sun                                      | ローラ                                            | アカデミー助演女優賞候補 |
| 1948   | ジェニイの肖像 Portrait of Jennie                               | マザー・メアリー・オブ・マーシー                  |                          |
| 1955   | 蜘蛛の巣 The Cobweb                                             | ヴィクトリア・インチ                              |                          |
| 1955   | 狩人の夜 The Night of the Hunter                                | レイチェル・クーパー                              |                          |
| 1958   | 私に殺された男 Orders to Kill                                   | ミセス・サマーズ                                  |                          |
| 1960   | 許されざる者 The Unforgiven                                     | マチルダ・ザカリー                                |                          |
| 1966   | 歌声は青空高く Follow Me, Boys!                                 | ヘティ・ザイベルト                                |                          |
| 1967   | 消えた拳銃 Warning Shot                                         | アリス・ウィロウズ                                |                          |
| 1967   | 危険な旅路 The Comedians                                        | ミセス・スミス                                    |                          |
| 1978   | ウエディング A Wedding                                          | ネティ                                            |                          |
| 1983   | ハンボーン Hambone and Hillie                                   | ヒリー・ラドクリフ                                |                          |
| 1986   | くたばれ! ハリウッド Sweet Liberty                              | セシリア・バージェス                              |                          |
| 1987   | 八月の鯨 The Whales of August                                   | サラ                                              |                          |

## 自伝
- 『リリアン・ギッシュ自伝 - 映画とグリフィスと私』（リリアン・ギッシュ、アン・ピンチョット著、鈴木圭介訳、筑摩書房・リュミエール叢書、1990.8）
  - The Movies, Mr. Griffith, and Me (with Ann Pinchot) (1969)の翻訳